# Sensation Seekers
Sensation Seekers è un film del 1927, diretto da Lois Weber, basato sul racconto Egypt di Ernest Pascal.

## Trama
"Lo spirito che anima l'Egitto svanirà" (Isaia, 19, 3). "Egypt" era il soprannome dato – chissà perché, forse per la sua predilezione per l'abbigliamento oriental-lussureggiante – alla giovane Luena Hagen, rampolla, nonché pecora nera della famiglia più facoltosa di Huntington Bay. Facente parte della gioventù dorata del luogo, la ragazza amava trascorrere il suo tempo in divertimenti e gozzoviglie – e per questo aveva anche avuto a che fare con la legge, in tempi di proibizionismo -, in barba ed anzi in cosciente opposizione alle abitudini e modi di fare puritani in vigore fra la popolazione più anziana del villaggio (una fetta minoritaria, invero). Un giorno, ella aveva incontrato sulla riva rocciosa del mare uno sconosciuto, altro entusiasta delle onde, come lei, l'aitante Norman Lodge, che era appena stato nominato pastore della comunità.
Luena rimane incantata dal giovane reverendo – che da parte sua intende salvarla dagli abissi dell'incredulità in cui "Egypt", a detta di tutti, era totalmente caduta - , e comincia a frequentarlo assiduamente, trascurando il suo fidanzato Ray Sturgis – altro notabile locale - e dando modo alle male lingue del paese di sparlare – non tanto di lei, comunque già etichettata come deviante -, quanto del religioso stesso. Il diacono del posto, W. Symme, si sente in dovere di avvertire il vescovo Blake. Quando quest'ultimo visita la parrocchia, il suo incontro con "Egypt" e Norman – nella casa che il pastore abita con la madre - non potrebbe essere meno sconveniente: sono l'una nelle braccia dell'altro, e Norman rende noto di aver appena chiesto alla trasgressiva ragazza se voleva sposarlo. La mamma e Blake fanno allontanare Luena, che, prima di andarsene, ode il vescovo redarguire Norman, facendogli presente quanto sia sconveniente unirsi con una "donna senza Dio" quale era Luena "Egypt".
Luena, infinitamente rattristata, torna a Ray e lo raggiunge sul suo yacht, ancorato nella baia. Di lì a poco fa recapitare un biglietto a Norman, nella quale, memore delle parole del vescovo, gli annuncia di non essere degna di lui, e che sposerà Ray al primo insediamento costiero che avrebbero raggiunto a bordo dell'imbarcazione che stava per salpare. La tempesta si sta preparando: il capitano dello yacht si rifiuta di condurre il vascello in tali avverse condizioni atmosferiche, e lascia lo scafo. Ray leva comunque le ancore, assistito dagli altri membri dell'equipaggio, e fa volta verso l'oscuro. Ray, avendo appreso che Luena ha intenzione di sposarlo di lì a poco, si abbandona con lei a manifestazioni di affetto che rasentano la molestia, e alle quali Luena "Egypt" – che è comunque innamorata di Norman - resiste.
Norman, da parte sua, letto il biglietto, trova sia il momento adatto per salvare (l'anima di) Luena, e, convinto il vescovo, si imbarca con lui in una lancia della guardia costiera, più versatile e governabile del pesante yacht, che prende ad inseguire. L'equipaggio del panfilo di Ray, per sfuggire, pone i motori a tutta velocità. Nell'infuriare della tempesta la visibilità è gravemente ridotta, e l'imbarcazione collide con uno scoglio. Lo scafo si reclina, e la nave comincia ad affondare. L'equipaggio si imbarca su una scialuppa di salvataggio. Luena "Egypt" e Ray rimangono intrappolati sottocoperta, fino a che la ragazza riesce a liberarsi e si getta nel mare infuriato. Norman, con la sua lancia, la raggiunge, di nuovo in ambiente marino, come al loro primo incontro, e trae in salvo, se non la sua anima, almeno il suo corpo.
Di Ray non si hanno più notizie.

## Produzione
Le riprese sono state effettuate agli Universal Studios di Universal City (California). Il titolo di lavorazione del film è stato Savage in Silks.
La pellicola, per l'uscita statunitense, constava di 7 rulli per una lunghezza complessiva di 2138 metri. Una copia in formato 16 mm ne è conservata presso l'UCLA Film & Television Archive di Los Angeles, e una presso i Prelinger Archives di San Francisco.
Il film è stato sottoposto a restauro a cura della Universal Pictures nel 2017, a partire da una copia in formato 16 mm.

## Distribuzione
Dopo diverse anteprime nel corso di gennaio e febbraio 1927 (a Milwaukee, Detroit e Washington), e quella newyorchese del 14 marzo 1927, il film è uscito nelle sale cinematografiche statunitensi il 20 marzo dello stesso anno, distribuito dalla Universal Pictures .
In epoca recente Sensation Seekers è stato mostrato al Cinecon Classic Film Festival di Hollywood nel 2012 e nel 2017, e, sempre nel 2017, nell'iniziativa "Son of Universal: More Rediscovered Gems of the Laemmle Years" del MoMA di New York e al Toronto Silent Film Festival. Anche il festival Il Cinema Ritrovato, organizzato dalla Cineteca di Bologna, ha programmato il film nelle sue edizioni del 2012 e 2017.
Il film è stato edito in DVD nel 2014 dalla Video Cellar, masterizzato da una pellicola in formato 16 mm o 8 mm, e nel 2016 dalla Alpha Video, masterizzato da una pellicola 8 mm, e corredato di una colonna sonora; in entrambi i casi le didascalie sono inglesi e non sono previsti sottotitoli. La Kino Lorber ha fatto uscire il film in Blu-ray Disc (insieme a L'intrusa, sempre della Weber), con un commentario audio di Shelley Stamp.

## Accoglienza
Il Motion Picture News del 28 gennaio 1927 riporta: "Ernest Pascal ha scritto un racconto intitolato Egypt. Lois Weber ne ha fatto un film, e, per essere sicura che la sua sceneggiatura rendesse giustizia al racconto, ne ha curato la regia. (…) Lois Weber ha fatto un buon lavoro in entrambi i dipartimenti, e il risultato è una storia che mantiene vivo l'interesse, ed è ben recitata dalla splendida Billie Dove, Gordon e Bloomer."
Di parere diverso il recensore di Variety del 16 marzo 1927, dove si può leggere: "Questo film della Universal si trascina in un tran-tran stiracchiato fin verso la fine, quando arriva il pugno in faccia in una scena acquatica dove uno yacht collide con un'altra imbarcazione e affonda. (…) Dal punto di vista della fotografia il film è notevole, e in alcuni dei suoi principali punti culminanti Lois Weber ha fatto uno splendido lavoro come regista. (…) La storia, fino alla distruzione dello yacht, mostrava la tendenza a far prediche su prediche (…) Quella scena acquatica finale salva il film."